# Алан Гудріч Кірк
Алан Гудріч Кірк (англ. Alan Goodrich Kirk; нар. 30 жовтня 1888, Філадельфія — пом. 15 жовтня 1963, Вашингтон) — американський військово-морський діяч, адмірал Військово-морських сил США, учасник Першої та Другої світових воєн. У післявоєнний час — посол США до Бельгії та одночасно до Люксембургу, в Радянському Союзі та у Китайській Народній Республіці

## Біографія
Алан Гудріч Кірк народився 30 жовтня 1888 року у Філадельфії. 1909 році закінчив Військово-морську Академію і проходив службу в американських ВМС у роки Першої та Другої світових воєн. З 1939 до 1941 року він військово-морський аташе Сполучених Штатів у Лондоні. З березня 1941 року його призначили директором Управління військово-морської розвідки флоту. Але через протистояння по концептуальних питаннях застосування американських ВМС з директором Управління планування військово-морських операцій контр-адміралом Р. Тернером, він не зміг перетворити свій офіс на ефективний центр здобування, аналізу та обробки розвідувальної інформації на кшталт Королівського Оперативного розвідувального центру ВМФ Великої Британії.
Восени 1941 року А. Кірк попросив звільнити його з цієї посади та був призначений ескадрою есмінців Атлантичного флоту США. Протягом 1942—1944 років безпосередньо брав участь у плануванні та проведення амфібійних операцій союзних сил у Середземному морі (висадки союзників на Сицилію та в Італії). На час проведення операції «Нептун» був керівником усіх військово-морських сил США, що залучалися до проведення операції, командуючи з борту важкого крейсера «Огаста» підтримкою висадки морського десанту в Нормандії.
Пізніше, з жовтня 1944 року командувач американських ВМС у Франції. 1946 році звільнився в запас у ранзі адмірала.
Після звільнення з лав ВМС А.Кірк розпочав успішну кар'єру дипломата. У 1946—1949 роках — посол США до Бельгії та одночасно до Люксембургу. З 4 липня 1949 до 6 жовтня 1951 року він був послом Сполучених Штатів у Радянському Союзі. З 7 червня 1962 до 16 січня 1963 року — посол у Китайській Народній Республіці в Пекіні.